# Allium negevense
Allium negevense — вид трав'янистих рослин родини амарилісові (Amaryllidaceae), поширений у східному Середземномор'ї.

## Опис
Квітконос завдовжки 10–15 мм, квітки біло-жовтуваті.

## Поширення
Поширений у східному Середземномор'ї — Ізраїль.
Населяє кам'янисті напівпустельні нагір'я.